# Acraea pervia
Acraea pervia är en fjärilsart som beskrevs av Sharpe 1897. Acraea pervia ingår i släktet Acraea och familjen praktfjärilar. Inga underarter finns listade i Catalogue of Life.